# Kirche der Muttergottes von der lebenspendenden Quelle

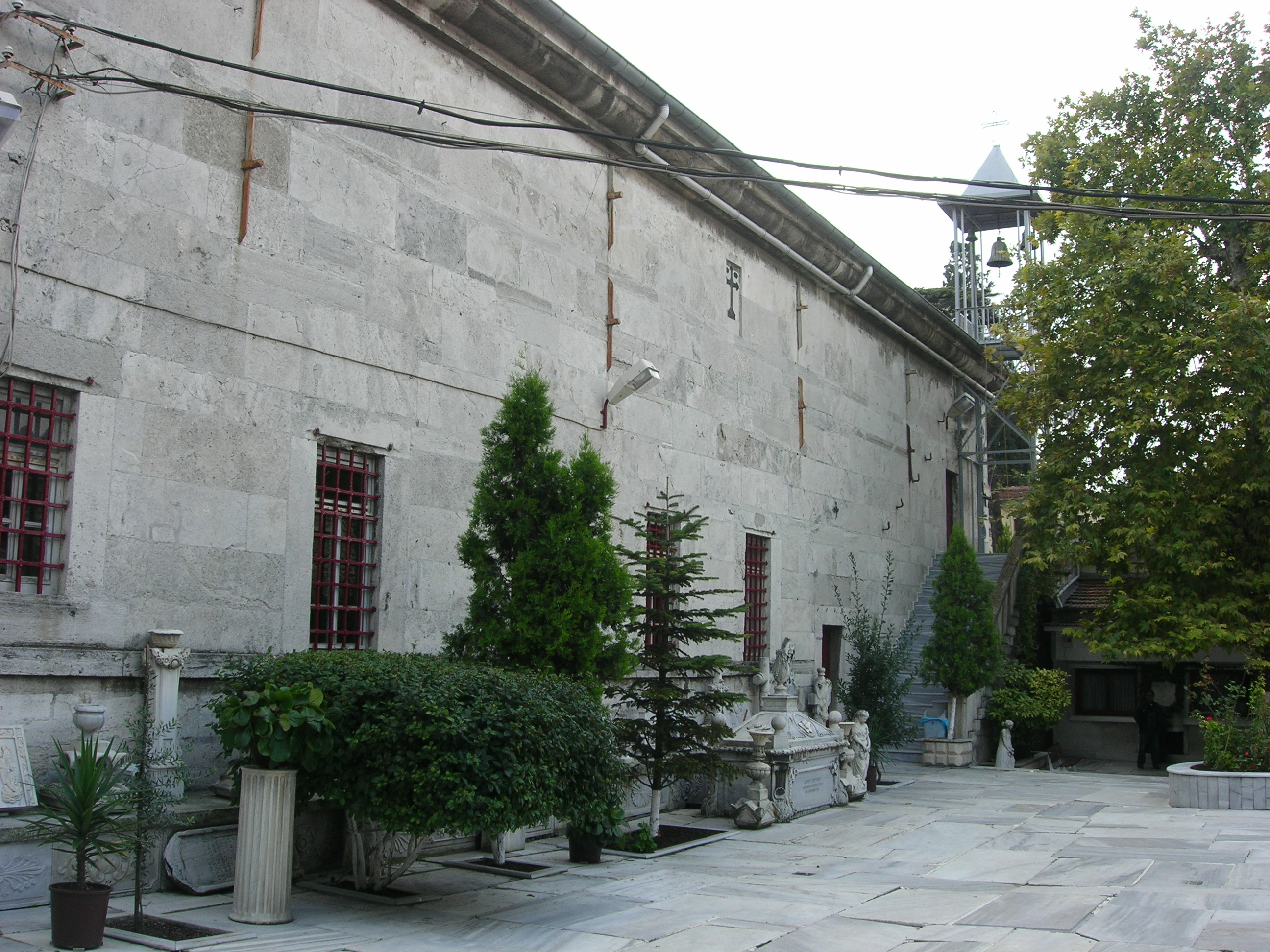
Kirchengebäude von Norden

Die Kirche der Muttergottes von der lebenspendenden Quelle (griechisch Μονὴ τῆς Θεοτὸκου τῆς Πηγῆς Moni tis Theotóku tis Pigis, türkisch Balıklı Meryem Ana Rum Manastiri; griechisch kurz auch Ζωοδόχος Πηγή Zoodochos pigi, deutsch etwa „lebensspendende Quelle“) ist die Kirche eines griechisch-orthodoxen Klosters in Istanbul. Die heutige Kirche wurde 1835 erbaut, ihre Geschichte reicht aber zurück bis in das 5. oder 6. Jahrhundert nach Christus. In der ersten Hälfte des 15. Jahrhunderts wurde die Kirche von den Osmanen zerstört. Der Komplex trägt seinen Namen aufgrund der auf dem Kirchengelände befindlichen heiligen Quelle, der heilende Wirkung nachgesagt wird. Etwa um 600 nach Christus galt der Ort als einer der bedeutendsten Wallfahrtsorte der Ostkirche.

## Lage
Die Kirche liegt im Viertel Balıklı im Istanbuler Stadtbezirk Zeytinburnu an der Balıklı Sivrikapı Sokak. Das Bauwerk liegt einige Hundert Meter außerhalb der Theodosianischen Mauer und rund 500 Meter vor dem Silivri-Tor. Der Komplex ist von einer hohen Mauer umgeben und liegt inmitten griechisch-orthodoxer und armenischer Friedhöfe.

## Geschichte

### Byzantinisches Zeitalter

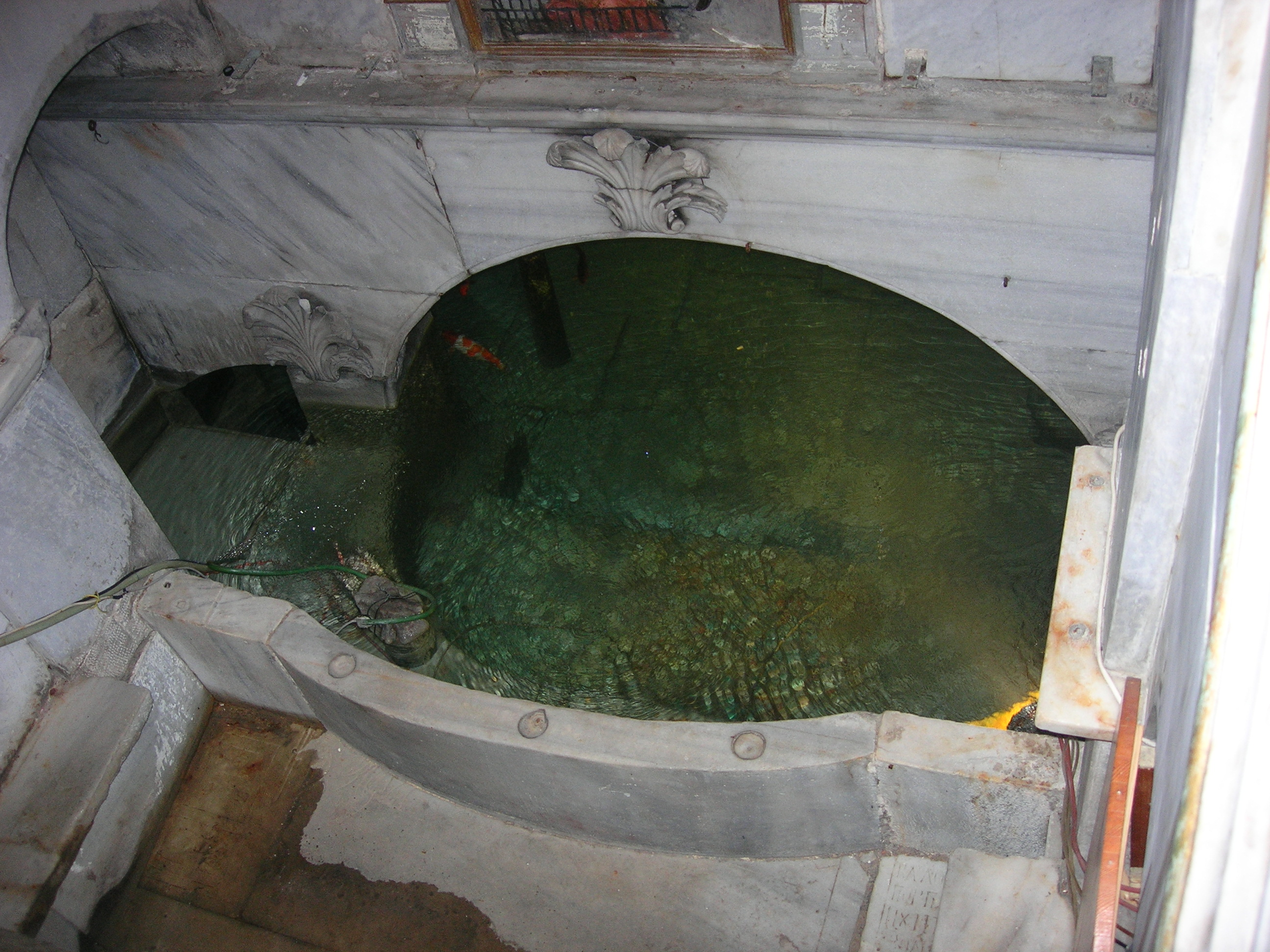
Heilige Quelle

Nach den Historikern Prokopios von Caesarea und Georgios Kedrenos wurde die ursprüngliche Kirche von dem römischen Kaiser Justinian I. in den letzten Jahren seiner Regentschaft (559/60) nahe einem Brunnen einer heiligen Quelle (altgriechisch ἁγίασμα hagiasma, türkisch ayazma) erbaut, die außerhalb der Theodosianischen Mauer von Theodosius II. lag. Die Legende berichtet, dass der Kaiser während der Jagd eine kleine Kapelle gesehen habe, die von Frauen umringt war. Als er nach der Bedeutung des Gebäudes fragte, antwortete man ihm, dass hier eine „Wunderquelle“ entspringe. Justinian ordnete daraufhin den Bau einer Kirche an mit dem Material, das beim Bau der Hagia Sophia übrig geblieben war.
Nach einer anderen Legende wurde das Gebäude schon von Kaiser Leo I. (Regentschaft 457–474) erbaut. Grund dafür war ein Wunder, das dem Kaiser als Soldat widerfahren war. Bevor er in die Stadt kam, soll Leo einen blinden Mann getroffen haben, der ihn um Wasser bat. Eine weibliche Stimme soll dem zukünftigen Kaiser gesagt haben, er möge mit dem Wasser einer nahen Quelle die Augen des alten Mannes benetzen. Die Stimme fügte hinzu, dass sie diesen Platz als Heiligtum erwählt habe und dass er eines Tages die Krone des Reiches tragen würde. Leo befolgte ihre Anweisungen und der alte Mann erlangte das Augenlicht zurück. Nach seiner Thronbesteigung ließ der Kaiser an dem Ort eine Kirche bauen. Die Legende könnte vielleicht eine Erfindung der Mönche des Klosters gewesen sein. Es könnte sein, dass vor Justinians Gebäude bereits ein kleineres Kloster existiert hat.
Das Bauwerk wurde im Laufe der Jahrhunderte immer wieder renoviert. Im Jahr 790 beschädigte ein Erdbeben das Gebäude unter Irene von Athen und ein großes Erdbeben im Jahr 869 unter Basileios I. Am 7. September 924 brannte Zar Simeon I. von Bulgarien den Gebäudekomplex nieder, den der byzantinische Kaiser Romanos I. dann erneut wiederaufbauen ließ. Drei Jahre später heiratete der Sohn von Simeon, Peter, Irene Lakapene, eine Enkelin von Romanos.
Aufgrund der Lage außerhalb der Stadt diente das Kloster häufiger als Zufluchtsort und Exil. Im Jahr 1078 wurde der Dux Georgios Monomachos von Dyrrhachion hierher verbannt, und 1084 inhaftierte Kaiser Alexios I. Komnenos hier den Philosophen Johannes Italos in dem Kloster aufgrund seiner neuplatonischen Ideen.
Nach dem vierten Kreuzzug (1204) wurde die Kirche vom lateinischen Klerus besetzt und nach byzantinischen Quellen damit der Wunderverehrung ein Ende gesetzt.
Im Jahr 1328 nutzte Andronikos III. Palaiologos das Kloster als Basis für seinen Angriff auf Konstantinopel. Als er zwei Jahre später sterbenskrank in der Stadt Didymoteicho lag, soll er aus der Quelle getrunken haben und genesen sein.
Während der ersten Belagerung von Konstantinopels durch die Osmanen im Jahr 1422 schlief Sultan Murad II. in dem Kloster. Es ist nicht bekannt, ob die Byantinier das Gebäude vor der Eroberung Konstantinopels durch die Osmanen im Jahr 1453 wieder aufgebaut haben. Russische Pilger erwähnten das Kloster in ihren Aufzeichnungen nicht, wohl aber die Quelle.

### Osmanisches Zeitalter
Der französische Gelehrte Pierre Gilles schrieb 1547, dass die Kirche nicht mehr existiere, aber Kranke noch immer zu der Quelle pilgerten.
Im Jahr 1727 baute Nikodemus, Metropolit von Dercos, eine kleine Kapelle über der Quelle. Eine Ikone, die in den Trümmern der alten Kirche gefunden worden war, wurde in der neuen Kapelle verehrt. Die Armenier versuchten, die Quelle in ihren Besitz zu bringen, doch mehrere Fermane (Dekrete) bestätigten das Eigentumsrecht der Griechen. Der Komplex wurde von osmanischen Wächtern kontrolliert, die auch eine Steuer einnahmen, mit der die Gefängnisse des Reiches unterstützt wurden. Später kam die Kirche in den Besitz des Ökumenischen Patriarchats von Konstantinopel, bis Janitscharen die Kapelle 1821 zerstörten und die Quelle vergifteten. Im Jahr 1833 erlaubte ein Ferman dem Patriarchen Constantius I. den Wiederaufbau der Kirche, die dann 1835 eingeweiht wurde.

### Nach der Staatsgründung der Republik Türkei
Während der Istanbuler Pogrome im September 1955 war die Kirche Ziel antichristlicher Ausschreitungen. Während der Pogrome wurden die im Freien stehenden Sarkophage der Ökumenischen Patriarchen geöffnet und die sterblichen Überreste verstreut. Die Kirche und das Kloster wurden bis auf die Grundmauern niedergebrannt. Die Zerstörungen wurden in der Folgezeit restauriert.
Das Kloster ist eine der wenigen religiösen Institutionen mit byzantinischem Hintergrund, die im modernen Istanbul fortleben.

## Architektur
Nach dem Kirchenhistoriker Nikephoros Kallistu Xanthopulos war die Kirche im 14. Jahrhundert eine Basilika über rechteckigem Grundriss und teilweise unter der Erdoberfläche. Auf der West- und der Ostseite lagen zwei äußere und zwei innere Nartizes auf der Nord- und Südseite. Das Licht konzentrierte sich im Inneren auf die Quelle, die man über zwei Treppen mit 25 Stufen erreichte. Jede Stufe wurde von einer Marmorbalustrade begrenzt und von einem Marmorbogen überspannt. Das Wasser fiel in ein Marmorbecken, und ein Kanalsystem verteilte es in der Kirche. Das Gebäude war mit Fresken und von einer vergoldeten Kuppel verziert. Um die Kirche standen Kapellen, die der Theotokos und den Heiligen Eustratios und Anna geweiht waren.
Die aktuelle Kirche wurde über einem rechteckigen Grundriss errichtet. Das Gebäude dehnt sich von Osten nach Westen aus. Das Innere ist in drei Kirchenschiffe unterteilt, die von Säulen getrennt sind und denen ein Narthex vorgelagert ist. In der nordwestlichen Gebäudeecke steht ein Glockenturm.
Das Innere der Kirche ist reich verziert. Auf der rechten Seite des Mittelschiffs steht eine Kanzel, am Ende eine reich bemalte Ikonostasis. Rechts auf der Ikonostasis ist eine Ikone, die von Lukas gemalt worden sein soll.
Die Quelle liegt in einer Krypta außerhalb der Kirche und ist über eine Treppe im Kirchhof zugänglich. Die Krypta ist mit Gemälden und Ikonen verziert und wird von einer Kuppel mit einem Christusporträt überspannt. Das Wasser fließt in ein Marmorbecken mit Fischen. Diese Fische sind seit Jahrhunderten im Becken und gaben dem Viertel seinen türkischen Namen (balikli, dt. "Fischort"). Der Legende nach soll am Tag der Eroberung Konstantinopels durch die Osmanen ein Mönch an der Quelle Fische gebraten haben. Als ein Mitbruder die Nachricht vom Fall Konstantinopels brachte, soll der Mönch geantwortet haben, dass er das nur glaube, wenn die Fische auf der Stelle wieder lebendig würden. Nach diesen Worten sollen die Fische aus der Pfanne in das Quellwasser gesprungen und umhergeschwommen sein.
Im Hof vor der Kirche befindet sich ein Friedhof mit Marmorgräbern, von denen die meisten aus dem 9. und 12. Jahrhundert stammen und wohlhabenden Konstantinopeler Griechen gehörten. Außerdem wurden hier mehrere Patriarchen bestattet. Einige Grabsteine tragen Inschriften in Karamanli, der Sprache einer turksprachigen, christlich-orthodoxen Volksgruppe.
Rund einen Kilometer südlich der Kirche steht das griechische Krankenhaus Balıklı Rum Hastanesi.

## Feste

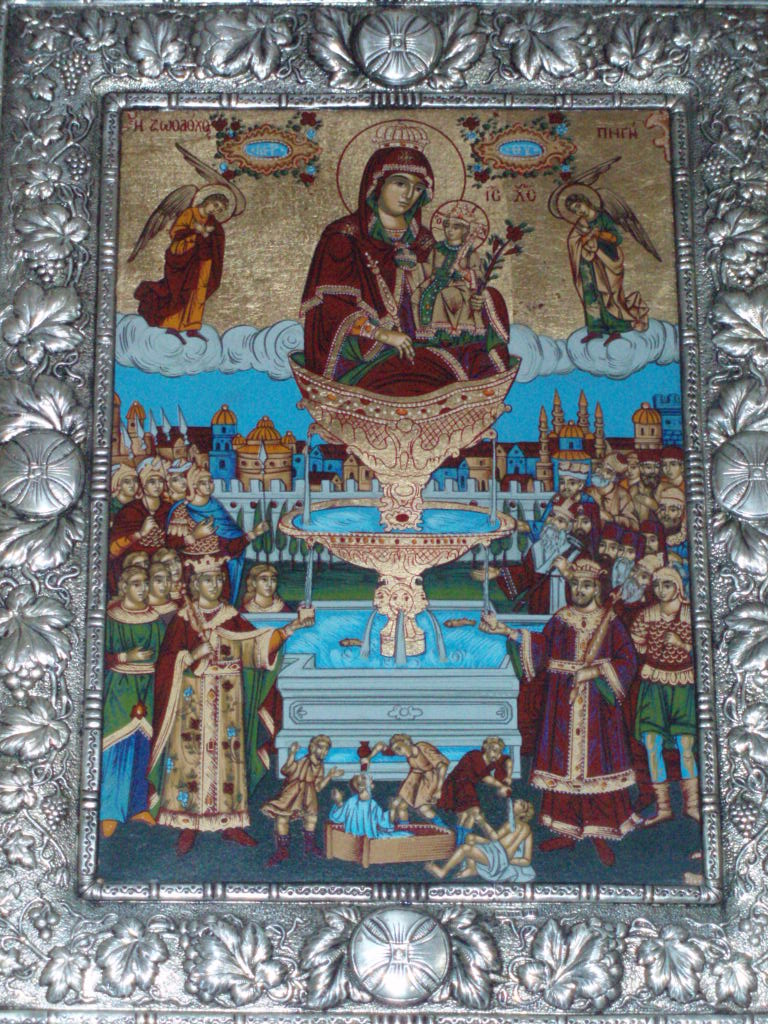
Ikone mit der Gottesmutter

Die Kirche wird von einem Titularbischof geleitet und gehört zu den bekanntesten der orthodoxen Kirche in Istanbul. In der mittelbyzantinischen Zeit wurde das Quellwasser meistens zur Behandlung von Krankheiten der Harnorgane genutzt, später dann zur Behandlung von Hautkrankheiten wie Lepra, Geschwüren und Geschwülsten.
Gläubige kommen vor allem am Freitag nach Ostern hierher und am 14. September (Fest der Kreuzerhöhung). Auch Exequien der Menschen, die auf dem nahen Friedhof bestattet werden, werden hier gefeiert.
In byzantinischer Zeit war die Kirche eine der wichtigsten in Konstantinopel. An Christi Himmelfahrt kam der Kaiser mit dem Schiff zum kleinen Hafen am Goldenen Tor. Von hier aus ritt er zur Kirche und wurde dort von politischen Würdenträgern empfangen, die ihm ein Kreuz und Girlanden reichten. Danach zog er sich in seine Gemächer zurück und zog sich seine Zeremonienkleidung an. Anschließend traf er den Patriarchen und die beiden schritten Hand in Hand in die Kirche. Nach der kirchlichen Feier empfing der Kaiser den Patriarchen zu einem gemeinsamen Essen.
Jede zukünftige Kaiserin, die nach Konstantinopel kam, wurde hier von ihrem künftigen Ehemann empfangen.
Das Patronatsfest wird jährlich am 9. Juli begangen. Außerdem werden hier Christi Himmelfahrt, die Hochzeit zu Kana (8. Januar) und der Jahrestag des Wunders von Leo I. am 16. August gefeiert.
Eine „lebenspendende Quelle“ war Namensgeberin für viele Kirchen und Klöster in der griechischsprachigen Welt. Die meisten wurden erst nach dem Ende des Byzantinischen Reiches errichtet.
Die verehrte Ikone zeigt die Gottesmutter, wie sie das Kind segnet und umarmt. Sie ist umgeben von zwei Engeln und sitzt auf der höheren von zwei Brunnenschalen eines Marmorbrunnens. Um das Brunnenbecken stehen der byzantinische Kaiser mit seinem Wächter, der Patriarch von Konstantinopel und seine Bischöfe. Außerdem erkennt man Kaiser Leo I. und den alten blinden Mann, den der Kaiser heilt. Im Vordergrund werden Kranke mit dem Wasser der Quelle geheilt.